# Boris Kramarenko
Pour les articles homonymes, voir Kramarenko.
Boris Grigorýewiç Kramarenko est un lutteur soviétique (turkmène d'ethnie russe) spécialiste de la lutte gréco-romaine né le 1er novembre 1955 à Achgabat au Turkménistan.

## Biographie
Boris Kramarenko participe aux Jeux olympiques d'été de 1980 à Moscou dans la catégorie des poids plumes et remporte la médaille de bronze.